# Imagen Televisión
Imagen Televisión es una cadena comercial de televisión abierta mexicana. Es propiedad de Grupo Imagen, empresa responsable de la ahora extinta cadena de televisión, cadenatres. Desde agosto de 2019, de acuerdo con el IFT, es la séptima cadena de televisión nacional en México, contando con una cobertura del 51.6 % del territorio mexicano.

## Historia
Después de la promulgación de la Ley Federal de Telecomunicaciones y Radiodifusión de 2013 por parte del presidente de México, Enrique Peña Nieto, se publica el 7 de marzo de 2014, la Licitación IFT-1 para formar dos canales de televisión terrestre digital (TDT) con cobertura nacional.
Grupo Imagen Multimedia aprovechó esta oportunidad para completar su deseo de convertirse en la "tercera cadena" de televisión abierta nacional, el cual inició cuando adquiere la estación de televisión XHRAE-TV de la Ciudad de México y lanzó el canal cadenatres en marzo de 2007, el cual obtuvo un éxito importante, pero cuya cobertura fuera de la capital del país dependía de servicios de TV de paga y la afiliación de algunas estaciones de televisión abierta independientes en el norte del país.

Grupo Imagen crea la sociedad Cadena Tres I, S.A. de C.V., nombrada como la cadena de televisión que Imagen producía en ese momento, para competir junto con Grupo Radio Centro S.A.B. de C.V y Centro de Información Nacional de Estudios Tepeyac, S.A. de C.V. por una de las dos cadenas de televisión.
El 11 de marzo de 2015, se da el fallo que declaró ganador a Grupo Imagen, juntó con Grupo Radio Centro S.A.B. de C.V. de la Licitación IFT-1 y posteriormente el 26 de marzo del mismo año se le otorga el título de concesión para operar 123 estaciones de televisión.
El 26 de octubre de 2015, cadenatres cesa sus transmisiones y se anuncia que GIM se prepara para lanzar la nueva cadena como un nuevo proyecto.
El 15 de agosto de 2016 se hacen los primeros grandes anuncios oficiales de los conductores de los espacios noticiosos estelares con los que comenzó la cadena: Ciro Gómez Leyva y Javier Alarcón (este último en deportes). Más tarde, el 26 de septiembre de 2016, Grupo Imagen renueva sus logos y junto con esto, se lanza una campaña de spots, sitio web y redes sociales, anunciando de manera oficial, el nombre y fecha del lanzamiento de la cadena.
Finalmente, el 17 de octubre, siendo las 20:00 inicia las transmisiones regulares en 37 estaciones desde sus instalaciones en Avenida Universidad #2014, Col. Copilco, Ciudad de México, también conocida como Ciudad Imagen. Después de un breve spot de bienvenida, emitieron su primer programa, la telenovela estelar del canal, Vuelve temprano, producida por Argos Comunicación.
El 29 de junio de 2017 se anunció un convenio con YouTube para ofrecer sus contenidos. Según la televisora, es la única con acceso a este tipo de plataforma en Latinoamérica.
En 2018, surgen nuevas asociaciones con las estaciones de Imagen Televisión. En Puebla, a partir de enero, iniciaron programas informativos locales tras una nueva coalición con el Grupo AS Media, teniendo como titulares de los noticieros a Juan Carlos Valerio y Héctor Rodrigo Ortíz.[cita requerida]
En 2020, Grupo Imagen solicitó al Instituto Federal de Telecomunicaciones una nueva prórroga para completar la instalación de las estaciones pendientes de las 128 que se le otorgaron en la concesión. El IFT la aceptó el 19 de febrero, dando a Grupo Imagen un plazo adicional de dos años, seis meses para que se complete la instalación y funcionamiento de las estaciones pendientes, esta prórroga termina el 27 de septiembre de 2022.

## Programación
Su programación es de entretenimiento general, particularmente dirigida a las amas de casa, ya que gran parte de su programación de lunes a viernes, la ocupan telenovelas (en su mayoría, de origen turco). Además de estos programas, cuentan con 3 espacios de noticias; siendo los espacios principales el noticiero conducido por Ciro Gómez Leyva, y el programa de corte cómico, ¿Qué importa?
El entretenimiento está encabezado por Sale el Sol, programa matutino de variedades, el cual fue conducido en su primera etapa por Luz Maria Zetina, Mauricio Barcelata, Carlos Arenas y Paulina Mercado. También transmiten los programas de farándula, El minuto que cambió mi destino y De primera mano, ambas conducidas por el periodista Gustavo Adolfo Infante, quien también estaba a cargo de la programación de espectáculos en la que fuera Cadenatres.
En lo referente a deportes, el canal cuenta con el programa de Adrenalina bajo la conducción de Javier Alarcón y Pablo Carrillo; han tenido transmisiones de la Liga MX, teniendo los derechos exclusivos del Querétaro FC, equipo de fútbol que perteneció a Grupo Imagen hasta 2020. A partir del Clausura 2017 incluyeron las transmisiones del Pachuca y el León en condición de local en su programación hasta 2019. Anteriormente transmitieron a los Jaguares de Chiapas a partir del Apertura 2016 hasta su descenso y desaparición en 2017. Desde 2023 transmiten los juegos de las Grandes Ligas de Béisbol los fines de semana, así como la transmisión de los partidos de México en el Clásico Mundial de Béisbol 2023.
Inicialmente, los fines de semana eran en dedicados a la transmisión de animación clásica, posteriormente reemplazada en su totalidad por una emisión especial de Sale el Sol y, ocasionalmente, reality shows. Por las tardes, también los fines de semana, transmiten maratones de películas extranjeras, la mayoría de bajo presupuesto.

## Retransmisión por televisión abierta
Por disposición oficial, el canal virtual asignado para esta cadena es el 3.1, con la excepción de las estaciones XHCTRM-TDT que tiene asignado el canal 13.1 y XHCTAP-TDT que tiene asignado el canal 10.1, de manera provisional debido a que el canal virtual 3.1 está siendo utilizado en estaciones de los Estados Unidos y cuyas señales llegan a México, impidiendo su uso.
| Distintivo  | Canal digital | Poblaciones obligatorias a servir                                                                                |
| ----------- | ------------- | --- |
| XHCTMX-TDT  | 29            | Ciudad de México y área metropolitana.                                                                           |
| XHCTAG-TDT* | 18            | Aguascalientes, Aguascalientes Lagos de Moreno, Jalisco. Nochistlán, Zacatecas. León, Guanajuato.                |
| XHCTEN-TDT  | 24            | Ensenada, Baja California.                                                                                       |
| XHCTME-TDT  | 17            | Mexicali, Baja California. San Luis Río Colorado, Sonora.                                                        |
| XHCTTI-TDT  | 33            | Tijuana y Tecate, Baja California.                                                                               |
| XHCTLP-TDT  | 22            | La Paz, Baja California Sur.                                                                                     |
| XHCTSJ-TDT  | 21            | San José del Cabo y Cabo San Lucas, Baja California Sur.                                                         |
| XHCTCA-TDT  | 20            | Campeche y Champotón, Campeche.                                                                                  |
| XHCTCM-TDT  | 20            | Ciudad del Carmen, Campeche.                                                                                     |
| XHCTTH-TDT  | 29            | Tapachula, Huehuetán y Motozintla, Chiapas.                                                                      |
| XHCTCR-TDT  | 27            | Tuxtla Gutiérrez, Chiapas.                                                                                       |
| XHCTCJ-TDT  | 31            | Ciudad Juárez, Chihuahua.                                                                                        |
| XHCTCH-TDT  | 29            | Chihuahua y Ciudad Delicias, Chihuahua.                                                                          |
| XHCTSA-TDT  | 26            | Saltillo, Coahuila.                                                                                              |
| XHCTTR-TDT  | 24            | Torreón, Coahuila. Gómez Palacio, Ciudad Lerdo, Cuencamé y Nazas, Durango.                                       |
| XHCTCO-TDT  | 24            | Colima y Tecomán, Colima.                                                                                        |
| XHCTCE-TDT  | 23            | Cuencamé, Durango                                                                                                |
| XHCTDG-TDT  | 24            | Durango, Durango.                                                                                                |
| XHCTLE-TDT  | 26            | León y Silao, Guanajuato. Lagos de Moreno, Jalisco.                                                              |
| XHCTCY-TDT  | 15            | Celaya, Guanajuato, Irapuato y Salamanca, Guanajuato. Ciudad Hidalgo y Morelia, Michoacán. Querétaro, Querétaro. |
| XHCTAC-TDT  | 21            | Acapulco, Guerrero.                                                                                              |
| XHCTCP-TDT  | 25            | Chilpancingo, Guerrero.                                                                                          |
| XHCTIZ-TDT  | 36            | Ixtapa-Zihuatanejo, Guerrero.                                                                                    |
| XHCTIX-TDT  | 16            | Ixmiquilpan, Pachuca y Tula de Allende, Hidalgo. Tamazunchale, San Luis Potosí. San Juan del Río, Querétaro.     |
| XHCTGD-TDT  | 28            | Guadalajara, Jalisco.                                                                                            |
| XHCTTO-TDT  | 14            | Toluca, Estado de México.                                                                                        |
| XHCTMO-TDT  | 34            | Morelia y Pátzcuaro, Michoacán.                                                                                  |
| XHCTUR-TDT  | 35            | Uruapan, Michoacán.                                                                                              |
| XHCTCU-TDT  | 23            | Cuernavaca, Morelos.                                                                                             |
| XHCTNY-TDT  | 22            | Tepic y Santiago Ixcuintla (Peñitas), Nayarit.                                                                   |
| XHCTMY-TDT  | 22            | Monterrey, Sabinas Hidalgo y Montemorelos, Nuevo León.                                                           |
| XHCTSH-TDT  | 36            | Sabinas Hidalgo, Nuevo León.                                                                                     |
| XHCTHL-TDT  | 28            | Huajuapan de Leon, Oaxaca.                                                                                       |
| XHCTOX-TDT  | 16            | Oaxaca, Oaxaca.                                                                                                  |
| XHCTPU-TDT  | 21            | Puebla, Puebla. Tlaxcala, Huamantla y Apizaco, Tlaxcala.                                                         |
| XHCTTE-TDT  | 17            | Tehuacán, Puebla.                                                                                                |
| XHCTCN-TDT  | 22            | Cancún, Quintana Roo.                                                                                            |
| XHCTRV-TDT  | 26            | Rio Verde, San Luis Potosí.                                                                                      |
| XHCTSL-TDT  | 33            | San Luis Potosí, San Luis Potosí.                                                                                |
| XHCTCI-TDT  | 33            | Culiacán y Cosalá-San Ignacio, Sinaloa.                                                                          |
| XHCTLM-TDT  | 33            | Los Mochis, Guasave y Guamúchil, Sinaloa.                                                                        |
| XHCTMZ-TDT  | 21            | Mazatlán, Sinaloa.                                                                                               |
| XHCTAP-TDT  | 26            | Agua Prieta y Cananea, Sonora.                                                                                   |
| XHCTOB-TDT  | 24            | Ciudad Obregón, Huatabampo Y Navojoa, Sonora.                                                                    |
| XHCTHE-TDT  | 28            | Hermosillo, Sonora.                                                                                              |
| XHCTVL-TDT  | 36            | Villahermosa, Cárdenas, Huimanguillo, Paraíso, Macuspana, Cunduacán y Frontera, Tabasco.                         |
| XHCTNL-TDT* | 35            | Nuevo Laredo, Tamaulipas.                                                                                        |
| XHCTRM-TDT  | 22            | Reynosa y Matamoros, Tamaulipas.                                                                                 |
| XHCTVI-TDT  | 20            | Ciudad Victoria y La Rosita Villagrán, Tamaulipas.                                                               |
| XHCTTA-TDT  | 25            | Tampico, Tamaulipas.                                                                                             |
| XHCTCZ-TDT  | 25            | Cerro Azul, Tuxpan, Poza Rica e Ixhuatlán de Madero, Veracruz. Huejutla de Reyes, Hidalgo.                       |
| XHCTLV-TDT  | 16            | Coatzacoalcos, Veracruz. La Venta, Cárdenas, Huimanguillo, Paraíso y Cunduacán, Tabasco.                         |
| XHCTVE-TDT  | 25            | Veracruz, La Antigua, Alvarado y Boca del Río, Veracruz.                                                         |
| XHCTJA-TDT  | 25            | Xalapa, Misantla, Perote, Tlapacoyan, Huatusco, Córdoba, Orizaba y Las Lajas, Veracruz.                          |
| XHCTMD-TDT  | 22            | Mérida y Ticul, Yucatán. Calkini, Campeche.                                                                      |
| XHCTVA-TDT  | 21            | Valparaíso, Zacatecas.                                                                                           |
| XHCTZA-TDT  | 27            | Zacatecas, Jerez de García, Salinas, Guadalupe y Fresnillo, Zacatecas.                                           |
|             | 45            | Calvillo, Aguascalientes.                                                                                        |
| XHCTBA-TDT  | 25            | Bahía de los Ángeles, Baja California.                                                                           |
| XHCTFE-TDT  | 30            | San Felipe, Baja California.                                                                                     |
| XHCTSQ-TDT  | 25            | San Quintín, Baja California.                                                                                    |
| XHCTCT-TDT  | 22            | Ciudad Constitución, Baja California Sur.                                                                        |
| XHCTGN-TDT  | 28            | Guerrero Negro, Baja California Sur.                                                                             |
| XHCTLO-TDT  | 31            | Loreto, Baja California Sur.                                                                                     |
| XHCTSR-TDT  | 25            | Santa Rosalía, Baja California Sur.                                                                              |
| XHCTES-TDT  | 20            | Escarcega, Campeche.                                                                                             |
| XHCTHO-TDT  | 20            | Hopelchén, Campeche.                                                                                             |
| XHCTXP-TDT  | 28            | Xpujil, Campeche.                                                                                                |
| XHCTAR-TDT  | 24            | Arriaga, Chiapas.                                                                                                |
| XHCTCD-TDT  | 24            | Comitán de Domínguez, Chiapas.                                                                                   |
| XHCTPQ-TDT  | 24            | Palenque y Ocosingo, Chiapas.                                                                                    |
| XHCTCG-TDT  | 27            | Ciudad Camargo, Ciudad Delicias y Ciudad Jiménez, Chihuahua.                                                     |
| XHCTCC-TDT  | 35            | Ciudad Cuauhtémoc, Chihuahua.                                                                                    |
| XHCTMA-TDT  | 23            | Ciudad Madera, Chihuahua.                                                                                        |
| XHCTEE-TDT  | 21            | Creel, Chihuahua.                                                                                                |
| XHCTGC-TDT  | 26            | Guachochi, Chihuahua.                                                                                            |
| XHCTHP-TDT  | 28            | Hidalgo del Parral, Chihuahua.                                                                                   |
| XHCTNC-TDT  | 34            | Nuevo Casas Grandes, Chihuahua.                                                                                  |
| XHCTOJ-TDT  | 21            | Ojinaga, Chihuahua.                                                                                              |
| XHCTSB-TDT  | 21            | San Buenaventura, Chihuahua.                                                                                     |
| XHCTAA-TDT  | 14            | Ciudad Acuña y Piedras Negras, Coahuila.                                                                         |
| XHCTMC-TDT  | 32            | Monclova y Castaños, Coahuila.                                                                                   |
| XHCTNR-TDT  | 20            | Nueva Rosita, Coahuila.                                                                                          |
| XHCTPF-TDT  | 21            | Parras de la Fuente, Coahuila.                                                                                   |
| XHCTML-TDT  | 25            | Manzanillo y Tecomán, Colima.                                                                                    |
| XHCTCE-TDT  | 29            | Cuencamé, Durango.                                                                                               |
| XHCTSP-TDT  | 23            | Santiago Papasquiaro, Durango.                                                                                   |
| XHCTRA-TDT  | 32            | Ciudad Altamirano, Guerrero.                                                                                     |
| XHCTIG-TDT  | 33            | Iguala y Taxco, Guerrero. Cuernavaca, Morelos.                                                                   |
| XHCTOM-TDT  | 29            | Ometepec, Guerrero.                                                                                              |
| XHCTTG-TDT  | 29            | Tecpan de Galeana, Guerrero                                                                                      |
| XHCTTD-TDT  | 27            | Tenango de Doria y Tulancingo, Hidalgo. Zacatlán, Puebla.                                                        |
| XHCTAN-TDT  | 28            | Autlán de Navarro, Jalisco.                                                                                      |
| XHCTLB-TDT  | 16            | La Barca, Atotonilco y Ocotlán, Jalisco. Zamora, Sahuayo y La Piedad, Michoacán.                                 |
| XHCTPV-TDT  | 29            | Puerto Vallarta, Jalisco.                                                                                        |
| XHCTVB-TDT  | 28            | Valle de Bravo, Estado de México.                                                                                |
| XHCTPT-TDT  | 34            | Apatzingán y Nueva Italia, Michoacán.                                                                            |
| XHCTLC-TDT  | 23            | Lázaro Cárdenas, Michoacán.                                                                                      |
| XHCTZI-TDT  | 28            | Zitácuaro, Michoacán.                                                                                            |
| XHCTAT-TDT  | 21            | Acaponeta y Tecuala, Nayarit.                                                                                    |
| XHCTAL-TDT  | 35            | Agualeguas, Nuevo León.                                                                                          |
| XHCTLI-TDT  | 20            | Linares y Montemorelos, Nuevo León.                                                                              |
| XHCTMR-TDT  | 23            | Matías Romero, Salina Cruz, Juchitán, Tehuantepec e Ixtepec, Oaxaca.                                             |
| XHCTMI-TDT  | 20            | Miahuatlán de Porfirio Díaz, Oaxaca.                                                                             |
| XHCTPN-TDT  | 30            | Pinotepa Nacional, Oaxaca. Ometepec, Guerrero.                                                                   |
| XHCTPA-TDT  | 35            | Puerto Ángel, Oaxaca.                                                                                            |
| XHCTTP-TDT  | 20            | Tlaxiaco-Putla, Oaxaca.                                                                                          |
| XHCTCL-TDT  | 22            | Chetumal, Quintana Roo.                                                                                          |
| XHCTFC-TDT  | 32            | Felipe Carrillo Puerto, Quintana Roo.                                                                            |
| XHCTMT-TDT  | 33            | Morelos-Tihosuco, Quintana Roo.                                                                                  |
| XHCTTU-TDT  | 20            | Tulum, Cozumel y Solidaridad, Quintana Roo.                                                                      |
| XHCTCV-TDT  | 25            | Ciudad Valles, San Luis Potosí.                                                                                  |
| XHCTMH-TDT  | 24            | Matehuala y Cedral, San Luis Potosí. Dr. Arroyo, Nuevo León.                                                     |
| XHCTSD-TDT  | 23            | Santo Domingo, San Luis Potosí.                                                                                  |
| XHCTCB-TDT  | 32            | Caborca, Sonora.                                                                                                 |
| XHCTGU-TDT  | 22            | Guaymas, Sonora.                                                                                                 |
| XHCTNA-TDT  | 26            | Nacozari, Sonora.                                                                                                |
| XHCTPP-TDT  | 25            | Puerto Peñasco, Sonora.                                                                                          |
| XHCTMN-TDT  | 20            | Ciudad Mante, Tamaulipas.                                                                                        |
| XHCTSM-TDT  | 34            | Soto la Marina, Tamaulipas.                                                                                      |
| XHCTTX-TDT  | 25            | San Andrés Tuxtla, Veracruz.                                                                                     |
| XHCTTV-TDT  | 22            | Tizimin-Valladolid, Yucatán.                                                                                     |
| XHCTSO-TDT  | 20            | Sombrerete, Miguel Auza y Río Grande, Zacatecas.                                                                 |
| XHCTTL-TDT  | 14            | Tlaltenango y Jalpa, Zacatecas.                                                                                  |

- - Estaciones incluidas en la concesión única por iniciar transmisiones.[15][16]
- - Estaciones con programación local.
- - Estaciones con canal virtual 13.1.
- - Estaciones con canal virtual 10.1.

*Estaciones en operación sin especificaciones técnicas disponibles